# Moscow River Open
Moscow River Open – żeński turniej tenisowy kategorii WTA International Series zaliczany do cyklu WTA Tour, rozgrywany na ceglanych kortach w rosyjskiej Moskwie. Turniej rozegrano w sezonie 2018.

## Mecze finałowe

### gra pojedyncza kobiet
| Rok  | Zwyciężczyni   | Finalistka          | Wynik            |
| 2018 | Olga Danilović | Anastasija Potapowa | 7:5, 6:7(1), 6:4 |

### gra podwójna kobiet
| Rok  | Zwyciężczynie                        | Finalistki                           | Wynik    |
| 2018 | Anastasija Potapowa Wiera Zwonariowa | Aleksandra Panowa Galina Woskobojewa | 6:0, 6:3 |